# Álvaro Iglesias Quintana
Álvaro Iglesias Quintana (Barakaldo, 12 de juliol de 1972) és un futbolista basc, que ocupa la posició de porter.

## Trajectòria
Comença la seua carrera a les files del Getxo (91/92) i del Santurtzi (92/93), ambdós a la Tercera Divisió. Entre 1993 i 1995 milita al Sestao Sport, i entre 1995 i 1997 a les files del Barakaldo CF, els quatre anys a la Segona Divisió B.
La temporada 97/98 fitxa pel Córdoba CF, i l'any següent al Racing de Ferrol. Posteriorment passa uns mesos al Gernika abans de recala a la UE Figueres, on roman temporada i mitja. UD Lanzarote (01/02) i SD Ponferradina (02/03) són els seus següents equips.
L'estiu del 2003 s'incorpora al CD Tenerife, amb qui debuta a Segona Divisió. Eixe any disputa 30 partits a la categoria d'argent, que es redueixen a 16 a la temporada posterior. La temporada 04/05 fitxa pel Nàstic de Tarragona, amb qui aconsegueix l'ascens a primera divisió. Però, la temporada 06/07, no disputa cap minut amb els catalans a la màxima categoria, tot sent el tercer porter de l'equip. La temporada següent disputa 19 partits a les files del Polideportivo Ejido.